# Roberto Carnaghi
 Roberto Luis Carnaghi Fernández (Villa Adelina, Buenos Aires) é um ator argentino de cinema, televisão e teatro. Em 2006 ganhou o Prêmio ACE de Ouro. Roberto diz que: “Graças a atuação, conheci meu verdadeiro lugar no mundo”.

## Filmografia[3]

### Cinema
| Ano  | Título                                      | Personagem                 |
| ---- | ------------------------------------------- | -------------------------- |
| 1970 | Este loco verano                            | -                          |
| 1970 | La fidelidad                                | -                          |
| 1971 | Alianza para el progreso                    | -                          |
| 1972 | El picnic de los Campanelli                 | Cura                       |
| 1974 | Secuestro y muerte de Mr. Dupont            |                            |
| 1974 | La flor de la mafia                         | Homossexual 1              |
| 1974 | Yo tengo fe                                 | Policía                    |
| 1975 | Los chantas                                 | Conserje                   |
| 1975 | La Raulito                                  | -                          |
| 1975 | Los chiflados dan el golpe                  | -                          |
| 1976 | La noche del hurto                          | -                          |
| 1976 | Juan que reía                               | -                          |
| 1976 | Dos locos en el aire                        | -                          |
| 1977 | Basta de mujeres                            | -                          |
| 1979 | Vivir con alegría                           | -                          |
| 1979 | Este loco amor loco                         | -                          |
| 1980 | Crucero de placer                           | -                          |
| 1980 | Queridas amigas                             | -                          |
| 1980 | Ritmo a todo color                          | -                          |
| 1980 | Los superagentes y la gran aventura del oro | -                          |
| 1981 | Los Parchís contra el inventor invisible    | -                          |
| 1984 | El juguete rabioso                          | -                          |
| 1984 | Los insomnes                                | -                          |
| 1988 | Sinfín                                      | -                          |
| 1991 | Ya no hay hombres                           | -                          |
| 1993 | De eso no se habla                          | -                          |
| 1994 | Una sombra ya pronto serás                  | -                          |
| 1995 | 20 de junio                                 | -                          |
| 1995 | De mi barrio con amor                       | -                          |
| 1996 | La casa de azúcar                           | -                          |
| 1996 | Sol de otoño                                | -                          |
| 1996 | La maestra normal                           | -                          |
| 1996 | Moebius                                     | -                          |
| 1997 | Noche de ronda                              | -                          |
| 1997 | Fuga de cerebros                            | Comissário                 |
| 1997 | Plaza de almas                              | -                          |
| 1997 | Momentos robados                            | -                          |
| 1998 | Zapallares                                  | -                          |
| 1998 | El desvío                                   | Morales                    |
| 1998 | Cohen vs. Rosi                              | Giancarlo Rosi             |
| 1998 | Dibu 2, la venganza de Nasty                | Sr. Mor y Nasty-Mor        |
| 1998 | Comisario Ferro                             | Forense                    |
| 1999 | Tres veranos                                | Ricardo                    |
| 2000 | El amor y el espanto                        | -                          |
| 2001 | Visita                                      | Lali                       |
| 2001 | Loco, posee la fórmula de la felicidad      | -                          |
| 2001 | Chiquititas: Rincón de Luz                  | Intendente                 |
| 2002 | ¿Y dónde está el bebé?                      | -                          |
| 2002 | Mercano, el marciano                        | (voz)                      |
| 2002 | Bahía mágica                                | Capitán                    |
| 2004 | Ay, Juancito                                | -                          |
| 2004 | Teo, cazador intergaláctico                 | Voz de Siniestri           |
| 2004 | Otra vuelta                                 | Tío Basilio                |
| 2005 | Elsa y Fred                                 | Gabriel                    |
| 2006 | Valdemar de Buenos Aires                    | -                          |
| 2007 | Regresados                                  | -                          |
| 2007 | Ratatouille                                 | Anton Ego                  |
| 2008 | Vuelo de libertad                           | -                          |
| 2009 | Esperando la carroza 2                      | Jorge Musicardi            |
| 2009 | Up                                          | Charles F. Muntz (doblaje) |
| 2011 | El secreto de Lucía                         | Giordano                   |
| 2012 | La cacería                                  | Elías Waisman              |
| 2016 | La última fiesta                            |                            |

### Televisão
| Ano       | Título                                      | Personagem                              |
| --------- | ------------------------------------------- | --------------------------------------- |
| 1980      | Jettatore                                   | -                                       |
| 1984-1988 | Buscavidas                                  | El Loro                                 |
| 1985      | El pulpo negro                              | Alfredo Luque                           |
| 1986      | Babilonia                                   | -                                       |
| 1987      | Ficciones                                   | -                                       |
| 1990      | Tato en busca de la vereda del sol          | Político Corrupto                       |
| 1991      | Tato, la leyenda continúa                   | Político Corrupto                       |
| 1992      | Stan et Achille                             | Sargento Sánchez                        |
| 1992      | Tato Bores\Tato de América                  | Político Corrupto                       |
| 1993      | Good Show                                   | -                                       |
| 1994      | El palacio de la risa                       | Vários personajes                       |
| 1994      | Para toda la vida                           | -                                       |
| 2000      | Primicias                                   | Miguel Di Nardo                         |
| 2001      | Poné a Francella                            | Panagua/Hermano Roberto/Hannibal Lecter |
| 2001      | Visita                                      | -                                       |
| 2002      | Franco Buenaventura, el profe               | Octavio Buenaventura alias Antonio      |
| 2003      | Soy gitano                                  | Don Vittorio 'Vito' Malvestiti          |
| 2003      | Disputas                                    | Flavio                                  |
| 2004      | La Niñera                                   | Fidel                                   |
| 2004      | Panadería los Felipe                        | -                                       |
| 2005      | Sin crédito                                 | -                                       |
| 2005      | Doble vida                                  | Marcos                                  |
| 2005      | Amor mío                                    | Alejandro Chapas                        |
| 2006      | Montecristo                                 | Lisandro Donosso                        |
| 2007      | El Capo                                     | Moisés Svarsky                          |
| 2008      | Aquí no hay quien viva                      | Hipólito                                |
| 2008      | Algo habrán hecho por la historia argentina | Lisandro de la Torre                    |
| 2008      | Todos contra Juan                           | Él mismo                                |
| 2009-2010 | Botineras                                   | Humberto Arregui                        |
| 2010-2011 | Contra las cuerdas                          | Hugo                                    |
| 2011      | Diálogos fundamentales del Bicentenario     | Lula Da Silva/Lisandro de la Torre      |
| 2011      | Tiempo de pensar                            |                                         |
| 2011      | Los Sónicos                                 | El Sapo                                 |
| 2012      | Graduados                                   | Elías Goddzer                           |
| 2013      | En terapia                                  | José Rotztein                           |
| 2013      | Esa mujer                                   | Orlando López Zambrano                  |
| 2015      | Signos                                      | Miguel Abdala                           |
| 2015      | Conflictos modernos                         |                                         |
| 2015      | Milagros en campaña                         |                                         |
| 2016      | Si solo si                                  |                                         |
| 2016      | Loco por vos\Loco x Vos                     | Edgardo                                 |
| 2017      | Soy Luna                                    | Alfredo Benson                          |

### Teatro
| Ano  | Título                             | Papel      |
| ---- | ---------------------------------- | ---------- |
| -    | Anfitrión                          | Voz en Off |
| -    | La profesión de la Señora Warren   | Ator       |
| -    | Discepolín y Yo                    | Ator       |
| -    | El resistible ascenso de Arturo Ui | Ator       |
| -    | La zapatera prodigiosa             | ctor       |
| 2009 | Rey Lear                           | Ator       |
| -    | La jaula de las locas              | Ator       |
| 2016 | Jugadores                          | Ator       |

## Prêmios e Indicações
| Ano  | Prêmio                           | Categoria                             | Programa                             | Resultado |
| ---- | -------------------------------- | ------------------------------------- | ------------------------------------ | --------- |
| 1991 | Premio Konex - Diploma ao Mérito | Ator de Comédia de Radio e TV         | Trajetória da última década          | Vencedor  |
| -    | Prêmio ACE                       | Ator de elenco                        | “Sacco y Vanzetti”                   | Indicado  |
| -    | Prêmio ACE                       | Ator de Elenco                        | “Black Comedy”                       | Indicado  |
| -    | Prêmio ACE                       | Ator de elenco                        | “Así es la vida”                     | Vencedor  |
| 1993 | Prêmio Martín Fierro             | Ator de elenco                        | “Good Show”                          | Vencedor  |
| 1994 | Prêmio Martín Fierro             | Ator Cômico                           | “El palacio de la risa”              | Indicado  |
| 1995 | Prêmio Martín Fierro             | Ator Cômico                           | “El palacio de la risa”              | Vencedor  |
| 1996 | Prêmio Tabaré                    | Trajetória                            | -                                    | Vencedor  |
| 1996 | Prêmio Magazine                  | Trajetória                            | -                                    | Vencedor  |
| 1998 | Prêmio Tabaré                    | Trajetória                            | -                                    | Vencedor  |
| 2000 | Prêmio Martín Fierro             | Ator de elenco                        | Primicias e Tiempo final             | Indicado  |
| 2001 | Prêmio Konex - Diploma ao Mérito | Ator de Teatro                        | Trajetória na última década          | Vencedor  |
| 2003 | Prêmio Martín Fierro             | Ator de elenco en Unitario\Minissérie | Disputas                             | Indicado  |
| 2003 | Prêmio Martín Fierro             | Participação especial en Ficção       | Soy gitano                           | Indicado  |
| 2004 | Prêmio Martín Fierro             | Ator de elenco en Comédia             | La niñera                            | Vencedor  |
| 2006 | Prêmio ACE                       | Premio ACE de Ouro                    | La resistible ascensión de Arturo Ui | Vencedor  |
| 2006 | Prêmio Clarín                    | Ator Dramático                        | Montecristo                          | Vencedor  |
| 2006 | Prêmio Martín Fierro             | Actor de reparto en Drama             | Montecristo                          | Vencedor  |
| 2007 | Prêmio Clarín                    | Ator Dramático                        | El Capo                              | Indicado  |
| 2007 | Prêmio Martín Fierro             | Ator Protagonista de Comédia          | El Capo                              | Indicado  |
| 2010 | Prêmio Martín Fierro             | Ator de elenco                        | Botineras e Contra las cuerdas       | Indicado  |
| 2012 | Prêmio Tato                      | Ator de reparto en ficción diária     | Graduados                            | Vencedor  |
| 2012 | Prêmio Martín Fierro             | Ator de elenco                        | Graduados                            | Indicado  |
| 2013 | Prêmio Martín Fierro             | Actor de elenco                       | En terapia                           | Vencedor  |